# Georg Kahn-Ackermann
Georg Kahn-Ackermann (né le 4 janvier 1918 à Charlottenburg, mort le 6 septembre 2008 à Münsing-Ammerland am Starnberger See), ancien secrétaire général du conseil de l'Europe, était un journaliste allemand et un  homme politique membre du SPD.

## Biographie

### Carrière politique
Kahn-Ackermann  a été de 1953 à 1957 puis du 10. Janvier 1962 jusqu'au 18 septembre 1974, membre du Bunderstag allemand.
Kahn-Ackermann fut également membre de l'Assemblée parlementaire du Conseil de l'Europe dont il fut le  vice-président d'octobre 1973 à octobre 1974. De 1967 à 1969 et de 1973 à 1974, il a également été président de la commission de la culture et de l'éducation. En outre, Kahn-Ackermann fut vice-président de l'Assemblée de l'UEO de 1966 à 1970 et de 1972 à 1973 du «Comité de politique locale» .
Sur proposition du chancelier  Willy Brandt, la candidature de Kahn-Ackermann fut présentée au conseil de l'Europe. Il fut  ainsi le premier secrétaire général allemand du conseil de l'Europe. Il a occupé ce poste pendant 5 ans  de 1974 à 1979. Durant son mandat, Kahn-Ackermann a créé le statut consultatif des organisations non-gouvernementales (ONG), et promu la participation démocratique de ces organisations.
Il fut pendant de nombreuses années un défenseur ardent des droits d'auteur. Il a non seulement co-fondé l'Association bavaroise de journalistes, mais en 1958, il fut élu président d'honneur de la Société de gestion collective.  En qualité de membre du Parlement, il a largement contribué à l'élaboration de la Loi sur le droit d'auteur de 1965.

## Distinctions
- 1968: Croix de première classe de l'Ordre du Mérite de la République Fédérale d'Allemagne
- 1989: Grand Croix de l'Ordre du Mérite National Allemand

## Publications
- Veröffentlichungen und Erinnerungen, in: Abgeordnete des Deutschen Bundestages. Aufzeichnungen und Erinnerungen, Band 13, Boppard am Rhein, 1994.